# ブラディクネメ
ブラディクネメ（Bradycneme）は、ルーマニア、トランシルヴァニア地方ハツェグ（en）盆地の後期白亜紀マーストリヒチアンの地層であるサンペトル累層（en）から知られる獣脚類恐竜の属である。部分的な後肢の標本(BMNH A1588)のみが知られ、これはもともとは巨大なフクロウのものとして記載された。

## 歴史
1975年に鳥類学者のコリン・ハリソン（en）と古生物学者のシリル・ウォーカー（en）により二つのルーマニア由来の"ブラディクネメ科"の種が記載された:B. draculaeとヘプタステオルニス（Heptasteornis andrewsi）である。これらの標本は初めペリカン目の鳥エロプテリクス（Elopteryx nopcsai）であるとされた。ブラディクネメは"重々しい脚"を意味し、古代ギリシャ語のbradys (βραδύς) "重々しい、遅い" + kneme (κνήμη) "足"から派生しており、 ホロタイプ標本A1588はMaud Eleanora Seeleyにより発見された37.8 mmの幅の広い遠位の脛足根骨（en）であり、もしフクロウのものであるとするならば体長2 mを越えるであろうほど非常に頑丈であった。種小名のdraculaeはルーマニア語のdraculから派生したもので"竜"の意味とドラキュラ伯爵に言及したものである。
ピアース・ブラッドコーブ（en）を初めとして、 これらの標本はすぐに小型の獣脚類恐竜との比較が行われるようになった。ヘプタステオルニスとエロプテリクスとブラディクネメ属はの3つのは、再評価を受ける中であるいはシノニムと見なされ、何度も分割された。この理由の一部は、化石の性質が断片的であるためである；3つの近位の大腿骨、3つの遠位の脛足根骨が現存するがこれらは1種、あるいは2,3種に属するかもしれない。一般的にはこのうちの少なくとも一つはトロオドン科に属すとされている。
最も新しい再評価として、ある研究ではブラディクネメとヘプタステオルニスは同一のものであり、最もありそうな推定としてテタヌラ類の基底にあたるメンバーであるとされているが、ダレン・ナッシュ（Darren Naish）はシノニムであるとは認めず、ヘプタステオルニスはアルヴァレスサウルス科であるとしている。分岐分類学の手法は、このようにあまりにも断片的な化石の配置を評価するためによく適しておらず、ブラディクネメはマニラプトル類には配置できず、アルヴァレスサウルス科のパルヴィコサウルス亜科（Parvicursoridae）に属すると見られるヘプタステオルニスとはおそらく異なるものだとしている。 2011年の分類において、Tom Holtzはブラディクネメはヘプタステオルニスとともにアルヴァレスサウルス科だとしている。

## 参照
- Brodkorb, Pierce (1978): Catalogue of fossil birds, Part 5 (Passeriformes). Bulletin of the Florida State Museum, Biological Sciences 23(3): 139-228.
- Csiki, G. & Grigorescu, D. (1998): Small theropods from the Late Cretaceous of the Hateg Basin (western Romania) - an unexpected diversity at the top of the food chain. Oryctos 1: 87-104.
- Harrison, Colin James Oliver & Walker, Cyril Alexander (1975): The Bradycnemidae, a new family of owls from the Upper Cretaceous of Romania. Palaeontology 18(3): 563-570. PDF fulltext
- Le Loeuff, J.; Buffetaut, E.; Méchin, P. & Méchin-Salessy, A. (1992): The first record of dromaeosaurid dinosaurs (Saurischia, Theropoda) in the Maastrichtian of southern Europe: palaeobiogeographical implications. Bulletin de la Société géologique de la France 163(3): 337-343.
- Mortimer, Michael (2004): The Theropod Database: Phylogeny of taxa. Retrieved 2013-MAR-02.
- Naish, Darren & Dyke, Gareth J. (2004): Heptasteornis was no ornithomimid, troodontid, dromaeosaurid or owl: the first alvarezsaurid (Dinosauria: Theropoda) from Europe. Neues Jahrbuch für Geologie und Paläontologie Monatshefte 7: 385-401.
- Paul, Gregory S. (1988): Predatory Dinosaurs of the World. New York, Simon & Schuster. ISBN 0-671-61946-2
- Stoker, Bram (1897): Dracula.
- Weishampel, D. B.; Grigorescu, D. & Norman, D. B. (1991): The dinosaurs of Transylvania. National Geographic Research and Exploration 7(2): 196-215. PDF fulltext